# 8P/Tuttle
8P/Tuttle ist ein periodischer Komet der Jupiter-Familie. Die Bahn des Kometen verläuft zwischen der Erde und dem Saturn mit einer Umlaufzeit von 13,61 Jahren.

## Entdeckungsgeschichte
Horace Parnell Tuttle entdeckte diesen Kometen am 5. Januar 1858. Nachfolgende Bahnberechnungen zeigten, dass er mit einem bereits im Jahr 1790 von Mechain beobachteten Schweifstern identisch war; die Umlaufzeit beträgt knapp 14 Jahre. Mit Ausnahme des Jahres 1953 wurde er seit 1871 bei jeder Wiederkehr beobachtet. Dabei war er niemals mit bloßem Auge sichtbar; die größte bislang beobachtete Helligkeit betrug 6,5 mag im Jahr 1980. 8P/Tuttle ist der Verursacher des Meteorstroms der Ursiden, der jedes Jahr um den 21. Dezember aktiv ist.

## Beschreibung
Mit Hilfe von Radiowellenbeobachtungen konnte Anfang 2008 die Rotationsperiode des Kerns des Kometen bestimmt werden. Danach dreht sich der Kern in 7,5 Stunden um sich selbst. Die Beobachtungen durch das Arecibo-Observatorium zeigten, dass es sich aus zwei sich berührenden Körpern (englisch contact binary) besteht. Der Durchmesser des Kometenkerns wird auf 4,5 km geschätzt, wenn man den Durchmesser einer Kugel zugrunde legt, deren Volumen der Summe einer 3-km- und einer 4-km-Kugel entspricht.

## Wiederkehr des Kometen 2007/2008 und 2021
Zur Jahreswende 2007/2008 konnte 8P/Tuttle erstmals für kurze Zeit mit bloßem Auge beobachtet werden, da er der Erde dann näher kam als bei seinen bisher beobachteten Erscheinungen. Anlässlich seiner Wiederkehr wurde 8P/Tuttle ab Mitte Juli 2007 regelmäßig von Experten beobachtet. Mitte November 2007 betrug seine Helligkeit etwa 11 mag, um den 20. Dezember 7,5 mag, am 27. Dezember 2007 etwa 6,5 mag. An diesem Tage wurde die erste Sichtung mit bloßem Auge gemeldet.
Sein letzter Periheldurchgang war am 27. August 2021, als er eine Sonnenelongation von 26 Grad bei  einer ungefähren scheinbareren Helligkeit von 9 aufwies. Zwei Wochen später, am 12. September 2021, war er ungefähr 1,8 AE (270 Millionen km) von der Erde entfernt, was in etwa der größten Entfernung von der Erde entspricht, die ein Komet erreichen kann, wenn er sich in der Nähe seines Perihels befindet.